# DR1
DR1 là kênh truyền hình quốc gia thuộc sở hữu của đài truyền hình công cộng DR. Phát sóng lần đầu tiên vào ngày 2 tháng 10 năm 1951.